# کنچیتا مونته‌نگرو
کُنچیتا مونته‌نگرو (اسپانیایی: Conchita Montenegro‎؛ ‏ ۱۱ سپتامبر ۱۹۱۱ – ۲۲ آوریل ۲۰۰۷) بازیگر، مانکن و هنرمند رقص اهل اسپانیا بود. او در صومعه‌ای در مادرید تحصیل کرد.
از فیلم‌هایی که وی در آن‌ها نقش داشته است، می‌توان به جمع اضداد محال است، زن و بازیچه او و نغمه‌های جاویدان اشاره نمود.